# Бенталь
Бенталь (від грец. benthos — глибина) — донна екологічна зона водойми та прилеглі до неї шари води, які є місцем проживання бентосу, організмів, які живуть на ґрунті або в ґрунті водойми. Бенталь, за деякими авторами, — синонім батіалі (порівн. пелагіаль). У морських і прісноводних водоймах бенталь підрозділяється на різні вертикальні зони: верхній горизонт (від 350—400 до 1000—1300 м), нижній горизонт (від 1000—1300 до 2000—2500 м), батіабісальний перехідний горизонт (від 2000—2500 до 3500 м).
Для бенталі розрізняють зону заплеску і штормових викидів — супралітораль, припливо-відпливну зону або літораль, зону материкової мілини, або шельфу — сублітораль, зону континентального схилу — батіаль, зону океанічного ложа — абісаль, зону глибоководних океанічних жолобів — ультраабісаль, або хадаль); у пелагіалі розрізняють епіпелагіаль, мезопелагіаль, батіпелагіаль, абісопелагіаль і ультраабісаль.